# Acapulco (Peru)
Acapulco is een plaats in het stadsdistrict Zorritos van de provincie Contralmirante Villar, in de regio Tumbes van Peru. Er wonen 1331 mensen (1999).